# 3899 Wichterle
A 3899 Wichterle (ideiglenes jelöléssel 1982 SN1) a Naprendszer kisbolygóövében található aszteroida. Marie Mahrová fedezte fel 1982. szeptember 17-én.